# Trichotroea semiflava
Trichotroea semiflava là một loài bọ cánh cứng trong họ Cerambycidae.